# 锦丝藓属
锦丝藓属（学名：Actinothuidium）为羽藓科的一个属。

## 物种
本属包括以下物种：
- 锦丝藓 Actinothuidium hookeri Brotherus, 1908[1]